# 香港2006年度授勳及嘉獎名單
香港2006年授勳名單，2006年7月1日於憲報刊登，共有277人授勳及嘉獎，這是香港回歸以來第9份授勳名單。授勳典禮於10月28日在禮賓府舉行。

## 授勳及嘉獎名單

### 大紫荊勳章
- 董建華先生，大紫荊勳賢
- 李業廣議員，大紫荊勳賢，GBS，JP
- 李東海博士，大紫荊勳賢，GBS，JP

### 金紫荊星章
- 陳智思議員，GBS，JP
- 盧耀楨工程師，GBS，JP
- 周厚澄先生，GBS，JP
- 余國春先生，GBS，JP
- 李麗娟女士，GBS，JP
- 蒙民偉博士，GBS

### 金英勇勳章
- 朱振國先生，MBG
- 冼家強先生，MBG
- 曾國恒先生，MBG（追授）

### 銀紫荊星章
- 林偉強議員，SBS，JP
- 何鍾泰議員，SBS，JP
- 馮檢基議員，SBS，JP
- 丁毓珠女士，SBS，JP
- 吳仕福先生，SBS，JP
- 陳東博士，SBS，JP
- 葉國忠先生，SBS，JP
- 何永煊先生，SBS，JP
- 李子良先生，SBS，JP
- 李澤培先生，SBS，JP
- 林振敏先生，SBS，JP
- 林健枝教授，SBS，JP
- 高贊覺博士，SBS，JP
- 崔崇堯博士，SBS，JP
- 曹德江先生，SBS，JP
- 許雄先生，SBS，JP
- 麥龍詩迪醫生，SBS，JP（Dr. Judith Mary Longstaff MACKAY, S.B.S., J.P.）
- 鄔滿海先生，SBS，JP
- 霍文先生，SBS，JP（Mr. Robert Charles Law FOOTMAN, S.B.S., J.P.）
- 范上達教授，SBS
- 曹文錦先生，SBS

### 紀律部隊及廉政公署卓越獎章
香港警察卓越獎章
- 古樸先生，PDSM（Mr. Kevan COOPER, P.D.S.M.）
- 江承信先生，PDSM
- 歐學林先生，PDSM
- 關綺蘿女士，PDSM
- 黃敦義先生，PDSM
- 麥健莊先生，PDSM（Mr. David MADOC-JONES, P.D.S.M.）

香港消防事務卓越獎章
- 張賢椒先生，FSDSM
- 陳楚鑫先生，FSDSM

香港入境事務卓越獎章
- 白韞六先生，IDSM

香港懲教事務卓越獎章
- 陳碩聖先生，CSDSM

香港廉政公署卓越獎章
- 岳士彬先生，IDS（Mr. Gerald Roger OSBORN, I.D.S.）

### 銅紫荊星章
- 邱浩波先生，BBS，MH，JP
- 左陳翠玉女士，BBS，JP
- 成小澄博士，BBS，JP
- 吳朱蓮芬女士，BBS，JP
- 林大輝先生，BBS，JP
- 孫啟烈先生，BBS，JP
- 馬登夫人，BBS，JP（Mrs. Anne MARDEN, B.B.S., J.P.）
- 許湧鐘先生，BBS，JP
- 陳章明教授，BBS，JP
- 馮光中先生，BBS，JP
- 葉華先生，BBS，JP
- 蔡克剛先生，BBS，JP
- 鄭若驊女士，BBS，SC，JP
- 羅榮生先生，BBS，JP
- 邱全先生，BBS，MH
- 張伙泰先生，BBS，MH
- 潘發林先生，BBS，MH
- 蘇西智先生，BBS，MH
- 王金殿博士，BBS
- 朱松勝先生，BBS，MH
- 李廣林先生，BBS，MH
- 勞國雄先生，BBS，MH
- 文瑞康先生，BBS（Mr. Suresh MANSUKHANI, B.B.S.）
- 王定一先生，BBS
- 包陪麗女士，BBS
- 石漢基先生，BBS
- 朱嘉樂先生，BBS
- 江啟明先生，BBS
- 李何玉卿女士，BBS
- 李葉慧璣女士，BBS
- 杜祖貽教授，BBS
- 杜偉強先生，BBS
- 周湛樵先生，BBS
- 周融先生，BBS
- 孫德基先生，BBS
- 郭慶偉先生，BBS，SC
- 陳純潔女士，BBS
- 陳偉明先生，BBS
- 陳萃菁女士，BBS
- 麥國華先生，BBS
- 勞士施羅孚先生，BBS（Mr. Rusy Motabhoy SHROFF, B.B.S.）
- 湯永成先生，BBS
- 馮馬潔嫻女士，BBS
- 黃國健先生，BBS
- 黃樹德醫生，BBS
- 劉小康先生，BBS
- 黎業祥先生，BBS

### 紀律部隊及廉政公署榮譽獎章
香港警察榮譽獎章
- 梁家明先生，PMSM
- 余社長先生，PMSM
- 吳徐鳳英女士，PMSM
- 李詠儀女士，PMSM
- 周國良先生，PMSM
- 周國權先生，PMSM
- 林卓平先生，PMSM
- 馬宏洲先生，PMSM
- 巢國基先生，PMSM
- 張健信先生，PMSM
- 張漢強先生，PMSM
- 梁偉波先生，PMSM
- 陳錦全先生，PMSM
- 曾財安先生，PMSM
- 曾憲鼎先生，PMSM
- 黃福全先生，PMSM
- 楊光亮先生，PMSM
- 葉松年先生，PMSM
- 嘉宏禮先生，PMSM（Mr. David Michael CARTWRIGHT, P.M.S.M.）
- 蔡偉德先生，PMSM
- 鄭思慶先生，PMSM
- 鄭淑珍女士，PMSM
- 羅炳權先生，PMSM
- 羅顯輝先生，PMSM

香港消防事務榮譽獎章
- 李志成先生，FSMSM
- 林國雄先生，FSMSM
- 黃卓文先生，FSMSM
- 源萬靈先生，FSMSM
- 溫冠邦先生，FSMSM
- 盧樹楠先生，FSMSM

香港入境事務榮譽獎章
- 倪錫水先生，IMSM
- 唐英豪先生，IMSM
- 張建華先生，IMSM
- 許周素雯女士，IMSM
- 黃石英先生，IMSM
- 劉芬芳女士，IMSM

香港海關榮譽獎章
- 俞官興先生，CMSM
- 凌達宗先生，CMSM
- 梁麟祥先生，CMSM
- 黃慧安女士，CMSM
- 劉志強先生，CMSM

香港懲教事務榮譽獎章
- 余國新先生，CSMSM
- 胡順安先生，CSMSM
- 袁國祥先生，CSMSM
- 陳紹祺先生，CSMSM
- 談國周先生，CSMSM
- 關明德博士，CSMSM

香港廉政公署榮譽獎章
- 宣曉明先生，IMS
- 陳紹勇先生，IMS

### 榮譽勳章
- 吳志榮先生，MH，JP
- 阮德添先生，MH，JP
- 歐陽卓倫醫生，MH，JP
- 賴錦璋先生，MH，JP
- 謝永齡博士，MH
- 伍兆祥先生，MH
- 譚惠珍女士，MH
- 文祿星先生，MH
- 方錦鴻先生，MH
- 王就福先生，MH
- 何厚祥先生，MH
- 呂慶忠先生，MH
- 李潔明女士，MH
- 侯金林先生，MH
- 胡志偉先生，MH
- 彭雪輝女士，MH[註 1]
- 葉就生先生，MH
- 盧燕冰女士，MH
- 關妙美女士，MH
- 劉錦華先生，PMSM，MH
- 吳貴雄先生，MH
- 李暉女士，MH
- 沈金康先生，MH
- 周銘先生，MH
- 鍾孟齊先生，MH
- 方劉小梅女士，MH
- 王韓珍蓮女士，MH
- 朱鈞林先生，MH
- 何德心先生，MH
- 吳紀法先生，MH
- 李深和醫生，MH
- 周國正教授，MH
- 林德亮先生，MH
- 胡海生先生，MH
- 孫國華先生，MH
- 馬紹良先生，MH
- 高志森先生，MH
- 張文彪博士，MH
- 張溢良先生，MH
- 梁秉鈞教授，MH[註 2]
- 梁漢威先生，MH
- 莫敬甫先生，MH
- 陳更先生，MH
- 陳茂波先生，MH
- 陳國威先生，MH
- 陳淡旺先生，MH
- 陳焯華先生，MH
- 陳劍聲女士，MH
- 彭李若瑤女士，MH
- 曾潤生先生，MH
- 馮應麟先生，MH
- 楊廉比先生，MH
- 董偉先生，MH
- 劉楚釗醫生，MH
- 儲富有先生，MH
- 龐維新先生，MH
- 羅君美女士，MH
- 羅偉祥先生，MH
- 關則輝先生，MH
- 蘇善祥先生，MH
- Mr. Zoheir TYEBKHAN，MH

### 行政長官社區服務獎狀
- 文裕明先生
- 何賢輝先生
- 林頌鎧先生
- 陳兆基先生
- 陳笑權先生
- 黃裕材先生
- 趙葭甫先生
- 歐玉霞女士
- 文志華先生
- 王翠屏女士
- 呂烈先生
- 李品初先生
- 李嘉齡女士
- 杜宇航先生
- 冼良佳先生
- 夏碧泉先生
- 張伯勳先生
- 張儀先生
- 戚治民先生
- 梁崇斌醫生
- 梁舒恆女士
- 許天福先生
- 陳子祥先生
- 陳育蘭女士
- 陳榮堯先生
- 陳蔭昌先生
- 惠鈞先生
- 曾富城先生
- 賀耀文牧師
- 黃麗嫦女士
- 楊桂芳修女
- 葉熾然先生
- 蔡嘉銓先生
- 鄭寶和先生
- 鄧孟妮女士
- 盧永文先生
- 謝滿全先生
- 聶毅先生
- 羅銘聲先生
- 羅錦有先生
- 關鏡鴻先生
- Ms. Devi NOVIANTI

### 行政長官公共服務獎狀
- 栢志高先生，JP（Mr. Duncan Warren PESCOD, J.P.）
- 王榮珍女士，JP
- 葉麗清女士，JP
- 劉家強先生，JP
- 任達榮先生，PDSM
- 鄧竟成先生，PDSM
- 朱文駿先生，FSDSM
- 古樹鴻先生，PMSM
- 蔡建祥先生，PMSM
- 鄧甘滿先生，PMSM
- 香世豪先生
- 譚羅南華女士
- 王偉標先生
- 朱兆光先生
- 李美嫦女士
- 林玉蟬女士
- 胡偉雄機長
- 胡廣良先生
- 孫貴良先生
- 高富士先生（Mr. Michael Rex DEMAID-GROVES）
- 區都陵先生
- 梁永康先生
- 符耀祖先生
- 莫福林先生
- 陳觀雄先生
- 楊淑娟女士
- 楊翠萍女士
- 葉振成先生
- 趙明華先生
- 黎耀偉先生
- 賴俊儀女士
- 韓家傑先生（Mr. Blake David Marshall HANCOCK）
- 譚瑞初先生
- 譚錫揚先生